# 布居光
布居 光（ぬのい ひかる、2000年6月1日 - ）は、和歌山県出身の女子競輪選手。日本競輪選手会和歌山支部所属、ホームバンクは和歌山競輪場。日本競輪選手養成所第118期生。師匠は父でもある布居寛幸（72期）。同じく競輪選手の布居翼（109期）と布居大地（111期）は兄。

## 経歴
中学校では陸上競技に打ち込んでいたが、和歌山北高校入学後は自転車競技を始め、2018年全国高等学校選抜500ｍタイムトライアル4位、2018年インターハイ500ｍタイムトライアル3位という実績を残した。
2019年1月17日、競輪学校第118回技能試験に合格。在校競走成績は15位（1勝）。
2020年5月29日、小倉競輪場でデビューし4着。初勝利は2023年3月7日、高知FII最終日第1レース（一般）。